# دومينيكو توماس
دومينيكو توماس (بالفرنسية: Dominique Thomas)‏ (13 مارس 1963 هيسدين فرنسا - ) هو لاعب كرة قدم فرنسي، يلعب كمدافع.

## وصلات خارجية
- دومينيكو توماس على موقع قاعدة بيانات كرة القدم.إي يو (الإنجليزية)
- دومينيكو توماس على موقع عالم كرة القدم.نت (الإنجليزية)